# Marcus Ulpius Traianus

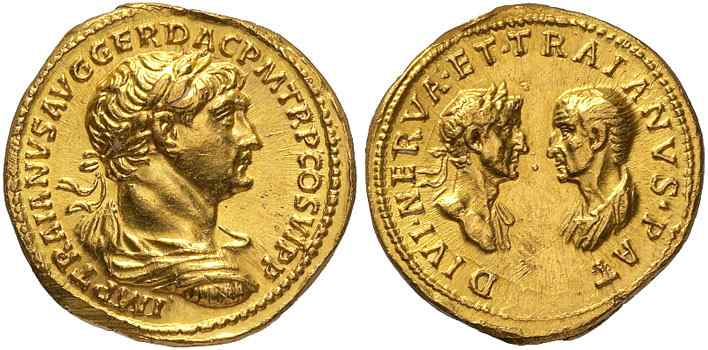
Rzymski aureus wybity przez Trajana ok. 115. Rewers upamiętnia biologicznego ojca, Marka Ulpiusza Trajana (po prawej), i ojca adopcyjnego, Nerwę (po lewej)

Marcus Ulpius Traianus (ur. ok. 30, zm. przed 100) – rzymski dowódca i senator z I w n.e. Ojciec cesarza Trajana.

## Życiorys
W latach 67–69 był legatem legionu Legio X Fretensis, którym dowodził za rządów Wespazjana i brał udział w wojnie żydowskiej w Judei. W czasie walk 13 lipca 67 roku zajął silnie umocnioną Jafę. Trajan miał do dyspozycji 2000 piechoty i 1000 jazdy. Udało mu się sprowokować obrońców do wyjścia z ufortyfikowanego miasta i pokonać w bitwie na otwartej przestrzeni. Według Józefa Flawiusza zginęło 15 000 mieszkańców miasta a 2130 ocalałych sprzedano do niewoli. Trajan brał też udział w walkach pod Taricheą na czele 400 osobowego oddziału jazdy. W 68 pacyfikował Pereę, a następnie razem z Wespazjanem wkroczył do Jerycha w dniu 21 czerwca.
Do stanu senatorskiego wszedł jako pierwszy z rodu Ulpiuszy za sprawą Wespazjana. W 70/71 był prokonsulem Hispania Baetica, w której się urodził i wyrastał. W 72 został konsulem dodatkowym (consul suffectus). W latach 73–78 był namiestnikiem Syrii, w której zapobiegł wojnie z Partami, gdy odparła atak króla Wologazesa I. W 79/80 został mianowany prokonsulem prowincji Azji.
Trajan poślubił Marcję, z którą miał córkę Ulpię Marcjanę i syna, przyszłego cesarza Trajana. W 113 cesarz Trajan przeprowadził ubóstwienie swego ojca jako divus Traianus pater.

### Opracowania
- Mała encyklopedia kultury antycznej A–Z. Warszawa: Wydawnictwo Naukowe PWN, 1983, s. 773. ISBN 83-01-03529-3.
- Mateusz Byra: Powstanie w Judei 66–74 n.e. Zabrze: 2011. ISBN 978-83-89943-62-0.
- Edward Dąbrowa: Legio X Fretensis. A Prosopographical Study of its Officers (I–III c. A.D.). Stuttgart: Franz Steiner Verlag, 1993, s. 23–25. ISBN 3-515-05809-5. (ang.).